# Raión de Danílovka
El raión de Danílovka (ruso: Дани́ловский райо́н) es un distrito administrativo y municipal (raión) ruso perteneciente a la óblast de Volgogrado. Se ubica en el norte de la óblast. Su capital es Danílovka.
En 2021, el raión tenía una población de 13 061 habitantes.
El raión se estructura en torno al río Medvéditsa, que lo atraviesa de noreste a suroeste antes de entrar en Mijáilovka. El río forma un bosque en galería que atraviesa el raión, y a ambos lados de la galería se desarrollan las principales zonas de cultivo.

## Subdivisiones
Comprende el asentamiento de tipo urbano de Danílovka (la capital del raión, que es sede de su propio ayuntamiento urbano) y 35 localidades rurales. De estas últimas, dos son pedanías del ayuntamiento urbano de Danílovka, y las otras 33 se agrupan en los siguientes diez asentamientos rurales:
- Atamánovka
- Bélyye Prudý
- Beriózovskaya
- Krasni
- Loboikovo
- Oréjovo
- Ostróvskaya
- Plótinkov 1-i
- Profsoyuznik
- Serguiyévskaya